# HORMAD1
HORMAD1‏ (HORMA domain containing 1) هوَ بروتين يُشَفر بواسطة جين HORMAD1 في الإنسان.